# RAF Wittering
RAF Wittering (Wittering Airport) är en flygplats i Storbritannien.   Den ligger i kommunen City of Peterborough i riksdelen England, i den sydöstra delen av landet, 120 km norr om huvudstaden London. Wittering ligger 83 meter över havet.
Terrängen runt Wittering är huvudsakligen platt. Wittering ligger uppe på en höjd. Runt Wittering är det ganska tätbefolkat, med 185 invånare per kvadratkilometer. Närmaste större samhälle är Peterborough, 16,0 km öster om Wittering. Trakten runt Wittering består till största delen av jordbruksmark.